# Pleurothallis claudii
Pleurothallis claudii är en orkidéart som beskrevs av Heinrich Gustav Reichenbach och Donald Dungan Dod. Pleurothallis claudii ingår i släktet Pleurothallis och familjen orkidéer. Inga underarter finns listade i Catalogue of Life.